# Saqueo de Balbriggan
El saqueo de Balbriggan fue un ataque involucró a agentes de policía que tuvo lugar la noche del 20 de septiembre de 1920, durante la Guerra de Independencia de Irlanda. Miembros auxiliares de la Policía Real Irlandesa, conocidos como "Black and Tans", atacaron violentamente la pequeña ciudad de Balbriggan, condado de Dublín, quemaron más de cincuenta casas y negocios, saquearon y mataron a dos hombres locales. Muchos residentes quedaron desempleados y sin hogar. Se creía que el ataque era una venganza por el asesinato de dos agentes de policía en Balbriggan a manos del Ejército Republicano Irlandés (IRA). Fue el primer gran ataque de “represalia” contra una ciudad irlandesa durante el conflicto. El despido de Balbriggan atrajo la atención internacional, lo que provocó un acalorado debate en el parlamento británico y críticas a la política del gobierno británico en Irlanda.

## Antecedentes
A principios de la década de 1920, la Policía Real Irlandesa (RIC), la fuerza policial controlada por los británicos en Irlanda, enfrentó ataques crecientes del Ejército Republicano Irlandés (IRA) y boicots civiles. El RIC comenzó a reclutar refuerzos de Gran Bretaña, en su mayoría ex soldados desempleados que habían luchado en la Primera Guerra Mundial. Apodados los "Negros y Bronceados", pronto se ganaron una reputación de brutalidad. Los Black and Tans fueron entrenados en el campamento militar de Gormanston, cerca de Balbriggan, una pequeña ciudad al norte de Dublín.
En la noche del 20 de septiembre, el jefe de policía Peter Burke y su hermano, el sargento Michael (o William) Burke, se detuvieron en Balbriggan de camino a visitar el campamento de Gormanston. Bebieron en un bar con mucha gente negra y morena. Hubo un altercado en el bar y se llamó a la policía local para restablecer el orden. Después de más confusión, llegó una unidad del IRA. Burke fue asesinado a tiros por el IRA y su hermano resultó gravemente herido. El jefe de policía estaba entrenando a reclutas británicos del RIC y estaba a punto de ser ascendido a inspector de distrito. El tiroteo no parece haber sido planeado.

## Incidente
Alrededor de las 11 de la noche, camiones que transportaban entre 100 y 150 Black and Tans llegaron a Balbriggan desde Gormanston. Comenzaron a quemar casas y negocios, romper ventanas y disparar en las calles. Los testigos dijeron que los Black and Tans vitoreaban y reían durante el ataque. En total, 49 casas quedaron destruidas o dañadas, veinte de ellas en Clonard Street. Muchos habitantes de las ciudades huyeron al campo. El Dublin Evening Mail informó que "hombres, mujeres y niños, algunos de ellos mal vestidos... huyeron al campo en busca de refugio" y describió cómo "una mujer pobre tuvo grandes dificultades para sacar a su bebé de la cuna antes de que su casa fuera incendiada". fuego ".
Cuatro bares fueron saqueados e incendiados. John Derham, comisionado de la ciudad del Sinn Féin, fue arrestado y su pub fue destruido e incendiado. Le dieron un puñetazo en la cara y le dispararon con la culata de un rifle. Su hijo Michael fue golpeado hasta dejarlo inconsciente y abandonado en el edificio en llamas. Otras empresas también fueron atacadas. Una fábrica de calcetería, Deeds & Templar, quedó destruida. Empleaba a 130 trabajadores y otros 180 que trabajaban para ella en casa.
Dos lugareños, el lechero Seán Gibbons y el barbero Seamus Lawless, fueron llevados a la jefatura de policía de la ciudad para ser interrogados. Los mataron a golpes y bayonetas y sus cuerpos fueron arrojados en Quay Street, cerca del cuartel. Según The Guardian, "uno era el presidente y el otro el secretario interino" del batallón local del IRA. Una placa en Quay Street en Balbriggan conmemora a los hombres, y cada año se celebra allí un servicio conmemorativo.
El historiador Tim Pat Coogan escribe que los incendios probablemente no fueron autorizados.

## Consecuencias
En parte debido a su proximidad a Dublín, el ataque obtuvo una amplia cobertura en la prensa irlandesa, británica e internacional, llegando a ser conocido como el "Saqueo de Balbriggan". Fue la primera gran represalia de este tipo y provocó que más miembros de la sociedad británica cuestionaran la política gubernamental en Irlanda. Dos días después del saqueo, las fuerzas británicas llevaron a cabo otra represalia por la emboscada de Rineen en el condado de Clare, quemando muchas casas en pueblos vecinos y matando a cinco civiles. La cobertura de prensa también puede haber alertado a muchos exmilitares británicos sobre la perspectiva de empleo en el RIC. En las semanas siguientes al despido hubo un repentino aumento de reclutas británicos en la fuerza.
Esto provocó un acalorado debate sobre las represalias en el parlamento británico. El ex Primer Ministro y entonces líder del opositor Partido Liberal, HH Asquith, comparó Balbriggan con una ciudad belga destruida por los alemanes en la Primera Guerra Mundial. La oposición laborista, a través de su líder adjunto Arthur Henderson, presentó una moción pidiendo una investigación independiente sobre el saqueo de Balbriggan y otras ciudades de Irlanda. Dijo que las fuerzas británicas parecían estar emprendiendo "una política de terrorismo militar, que no sólo es una traición a nuestros principios democráticos, sino que es completamente contraria a las mejores tradiciones del pueblo británico". El secretario jefe del gobierno británico para Irlanda, Hamar Greenwood, rechazó la comparación de Asquith y afirmó que Henderson había sido engañado por la propaganda del IRA. Se opuso a una investigación, diciendo que se debe garantizar a la policía y al ejército que el gobierno y el pueblo británicos los apoyan plenamente. El parlamento británico votó en contra de realizar una investigación. El Partido Laborista decidió entonces establecer su propia comisión y también se creó una Comisión Estadounidense sobre las Condiciones en Irlanda.
Hubo numerosas reclamaciones de indemnización por empresas y viviendas destruidas, incluidos daños por un total de más de 80.000 libras esterlinas por la destrucción de la fábrica, que según una investigación dejó a más de 200 personas desempleadas y su reconstrucción llevaría dos años y medio. Las familias de Gibbons y Lawless también recibieron una compensación.
Según el comandante local del IRA, Michael Rock, un exmilitar británico llamado William 'Jack' Straw guio a los Black and Tans por Balbriggan, señalando casas para quemar. Thomas Peppard, un oficial de inteligencia de la Brigada Fingal del IRA, dijo que el IRA " sometió a Straw a un consejo de guerra y le disparó" por su papel en el despido. Su cuerpo fue encontrado en Bettyville Wood un mes después.
El voluntario del IRA, Joseph Lawless, dijo que el IRA planeó un gran ataque contra los Black and Tans, con sede en Gormanston, después del despido. Implicaba atraer a muchos de ellos a una emboscada en Balbriggan, mientras otro grupo del IRA atacaba y quemaba el campamento de Gormanston, ligeramente defendido. Este plan fue abandonado después de los acontecimientos del Domingo Sangriento.